# 哈薩克 (阿塞拜疆)
41°05′36″N 45°21′58″E / 41.09333°N 45.36611°E

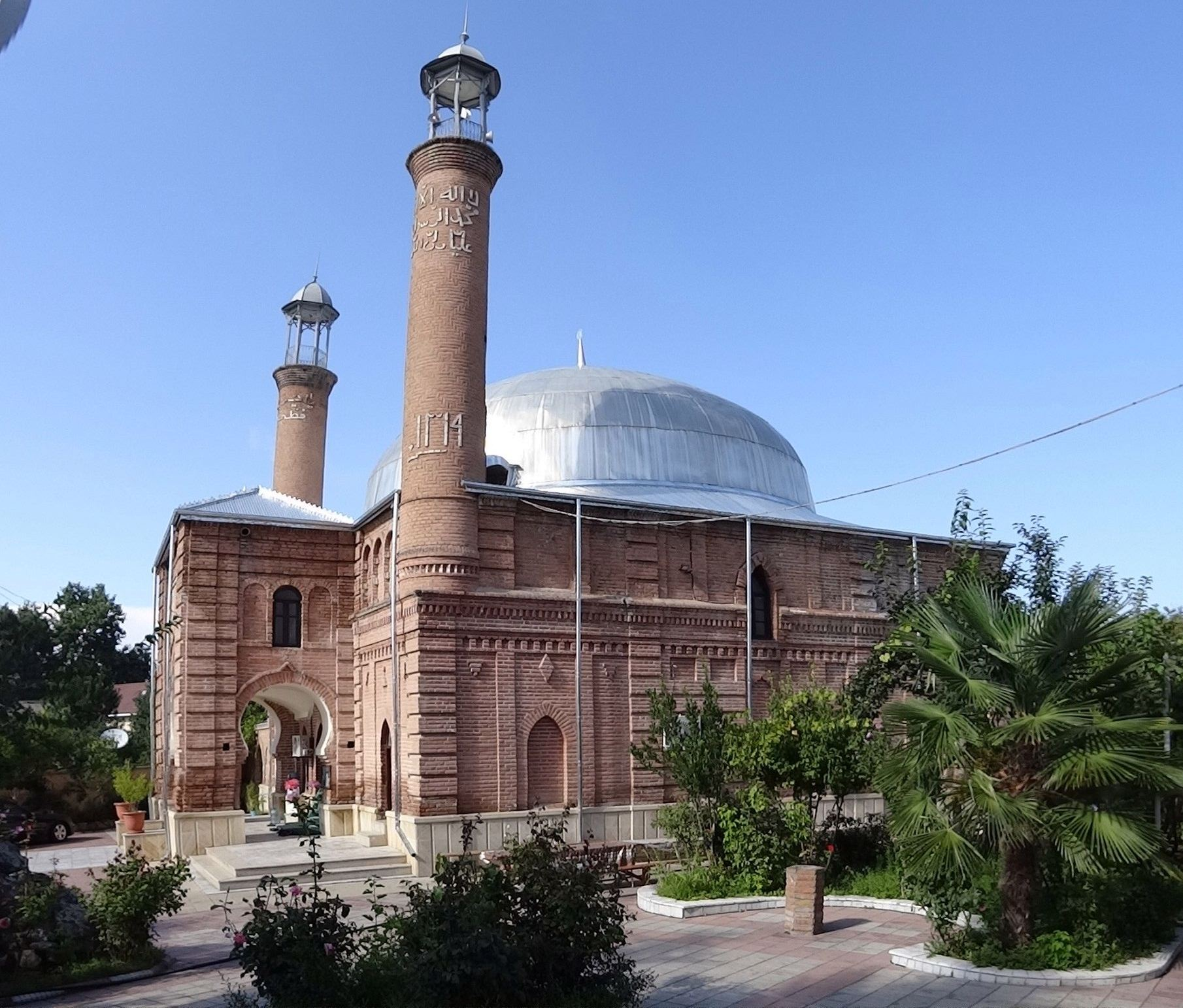
Qazax Mosque

哈薩克（Qazax）是阿塞拜疆的城鎮，也是哈薩克區的首府，位於該國西北部，並且非常接近鄰國亞美尼亞的邊境。哈薩克距離阿塞拜疆首都巴庫470公里，其面積有10平方公里，海拔高度為323米，主要經濟活動有農業、旅遊業和工業。2010年人口20,900。